# Ctenopelta porifera
Ctenopelta porifera es una especie de gasterópodo de la familia Peltospiridae.

## Descripción
La concha mide aproximadamente 10,6 mm.

## Distribución
Es una especie pionera en las fuentes hidrotermales de la dorsal del Pacífico Oriental.